# アンパンマンの舞台別の登場人物一覧 (水辺・水域・海底の住人)
アンパンマンの舞台別の登場人物一覧 (水辺・水域・海底の住人) では、アンパンマン・シリーズのキャラクターのうち、水辺・水域・海底の舞台に住むものについて一覧形式で解説する

## 水辺・水域の住人
- おしる湖については、アンパンマンの舞台別の登場人物一覧 (国の住人)#たまごの国の住人を参照。
- へどろまんについてはアンパンマンの登場人物一覧#その他の敵キャラクター、どろみずまんについては、アンパンマンの登場人物一覧#その他の味方を参照。

どじょう親子（どじょうおやこ）
どじょうおじさん
声 - 藤城裕士→山寺宏一→宇垣秀成→麻生智久
性別 - 男 / 初登場回 - TV第28話B「アンパンマンとどじょうおじさん」
ドジョウの小父。美しい湖を守る為に、掃除をするのが日課。奥さんと息子がいる。どんぐりぼうやと仲がいい。おそうじまんと掃除をした事もある。スタッフロールでは「どじょう父さん」と表記される事もある。
どじょうかあさん
声 - 中村ひろみ→長谷川智子
性別 - 女 / 初登場回 - TV第273話B「アンパンマンとれんこんまん」
どじょうおじさんの奥さん。
どじょうぼうや
声 - 原えりこ→津村まこと→岡本麻弥
性別 - 男 / 初登場回 - TV第273話B「アンパンマンとれんこんまん」
どじょうおじさんとどじょうかあさんの息子。
ケロゴン
声 - 山崎たくみ→三ツ矢雄二、山寺宏一（代役）
性別 - 男 / 初登場回 - TV第137話A「アンパンマンとみみせんせい」
湖に住んでいる巨大なカエル。体の色は青色で、性格は温厚。アンパンマンとも仲はいいが、ばいきんまんに騙されてアンパンマンを襲うこともある。ばいきんまんにバイキン液で黒く染められてバイキンケロゴンとなったこともあるが、アンパンマン号のスーパーノーズシャワーで浄化されてクリームパンダたちと和解した。
映画『つみき城のひみつ』では悪役として登場し、カレーパンマンに退治された。色と声優はTV版と同じだが、カエルリュウとおなじ外見だった。そのキャラクターは、クリームパンダとらんぼうやが競っていた際にも登場している。
でんきなまずまん
声 - 堀之紀
性別 - 男
初登場回 - TV第232話B「アンパンマンとでんきなまずまん」
電気を食べて湖の底に住んでいる巨大なデンキナマズ。髭から電流を出す。眠ってばかりで寝起きは悪いが、可愛い女子には目が無い。
いずみのせい
声 - 宮内幸平（第252話Aパート）（1993年10月11日）→緒方賢一（第376話Aパート - ）（1996年4月29日 - ）
性別 - 男 / 初登場回 - TV第252話A「アンパンマンと魔法のハンマー」
森の奥の不思議な泉の底に住んでいる精霊。泉に落とした物をたずね、嘘つきには罰を与える。正直者には黄金の物を与え、さらにそれを断られたら本人の意志とは関係なく黄金の姿に変える。精霊のイメージとはかけ離れたみずぼらしい格好をしており、せっかちであったり「おじさん」と呼ばれると激昂したり等やや大人げない一面もある。伊予弁でしゃべる。
ドロンコくん
声 - 矢島晶子
性別 - 男 / 初登場回 - TV第254話A「アンパンマンとドロンコくん」
泥沼に住んでいる泥の男の子。一人称は「オラ」で、語尾に「ダベ」をつけて東北弁を使用して話す。一緒に泥遊びをしてくれる友達を欲しがっている。体が泥で出来てるため乾燥に弱い。
れんこんまん
声 - 山寺宏一→柴本浩行
性別 - 男 / 初登場回 - TV第273話B「アンパンマンとれんこんまん」
湖の平和を守る、レンコンの男性。かなり大きく、頭の穴から泥水などを噴射して悪者を懲らしめるが、穴を塞がれると力が出なくなる。とても忘れっぽく呑気な性格で、どじょうおじさんやどじょうぼうやを心配させている。語尾に「レンコン」を付けて話す。初登場回ではばいきんまんに騙されて、アンパンマンを襲った。
ママケロさん
声 - 杉山佳寿子
性別 - 女 / 初登場回 - TV第280話B「アンパンマンとチビケロくん」
大きなピンク色のカエルの女性。チビケロくん達を立派なカエルにする為に育てている。
チビケロくん
声 - 小林優子
性別 - 男 / 初登場回 - TV第280話B「アンパンマンとチビケロくん」
ママケロの男の子のオタマジャクシで、大勢の兄弟の末っ子。立派なカエルになる為にジャンプの練習をしている。
かげろうちゃん
声 - 土井美加
性別 - 女 / 初登場回 - TV第338話B「メロンパンナとかげろうちゃん」
小さなカゲロウの女の子。見た目は羽が生えている事以外は人間に近い。その正体は池の妖精であり、雨の季節にできた池と共に姿を現すが、その池の水がなくなると彼女自身も消えてしまう。雨宿りしていたメロンパンナと偶然出会い、友達になった。そのため消えてしまったときはメロンパンナはすごく悲しくなり、泣き続けていた。
まりも一族（まりもいちぞく）
初登場回 - TV第407話B「アンパンマンとまりもくん」
まりもくん
声 - 中山さら
性別 - 男
マリモの男の子。水に浸かっていないと体が乾き痩せ細ってしまい命にも関わってしまう。ばいきんまん達が原因で自身が住んでいた山の泉が干からびてしまいまりもちゃんと共に命の危機に瀕していたが、アンパンマンによってまりもじいさん達が住んでいる泉に運ばれて難を逃れた。ばいきんまん達が襲撃した時はまりもちゃんと一緒にアンパンマンを助ける為にパン工場に向かうが後少しのところで力尽きてしまうが、風が吹いて飛ばされた事で辛うじて辿り着く事ができた。
まりもちゃん
声 - 萩原えみこ
性別 - 女
マリモの女の子。外見はまつげが長い事以外はまりもくんと同じである。まりもくんとは同じ山の泉に住んでいて仲が良く、アンパンマンを助ける時も常に一緒に行動した。
まりもじいさん
声 - 茶風林
性別 - 男
白い眉毛と髭が特徴のマリモの長老。まりもくんとまりもちゃんとは別の泉に仲間達と一緒に住んでおり、余所から来た2人を快く迎え入れた。
ヌマッチ
声 - 三石琴乃
性別 - 男 / 初登場回 - TV第434話A「アンパンマンとふしぎ沼」
ふしぎ沼に住んでいる水の精。水を自由に操ったり水に映る姿を変えたりする事が出来る。メロンパンナと仲がいい。悪戯好きでお化けに変身して沼を訪れた者を驚かせることがある。水がなくなると弱ってしまう為、一人で沼から出ることができない。他の場所へ出掛ける際は水の入った容器に入り誰かに運んでもらうことが多い。

### カッパの国の住人
南国の湖の底にある、河童達が住んでいる国。
カッパくん
声 - 林玉緒→兼子由利子
性別 - 男 / 初登場回 - TV第150話B「アンパンマンとカッパのカピー」
頭が良く親切な河童の男の子。
カッパちゃん
声 - 中沢みどり→南杏子
性別 - 女 / 初登場回 - TV第150話B「アンパンマンとカッパのカピー」
頭が良く親切な河童の女の子。
カッパの長老（カッパのちょうろう）
声 - 関根信昭
性別 - 男 / 初登場回 - TV第150話B「アンパンマンとカッパのカピー」
物知りで何でも教えてくれる河童達の知恵袋。
カピー
声 - 渡辺久美子
性別 - 男 / 初登場回 - TV第150話B「アンパンマンとカッパのカピー」
泳ぎの上手い河童の男の子。頭の皿が乾くと弱ってしまう。河童山の魔法の水を浴びると元気になる。

### コーヒー湖の住人
シュガーぼうや
声 - 潘恵子→かないみか→内田莉紗、島本須美（代役）
性別 - 男 / 初登場回 - TV第78話A「アンパンマンとかいじゅうモカ」
シュガーポットの男の子。コーヒー湖のコーヒーをスクーターで配達している。大きなシュガースプーンを武器に戦う事もある。体の中の砂糖が無くなると力が弱くなる。それ故、いつもばいきんまんに砂糖を取られてしまう。臆病なモカをいつも叱咤激励している。
かいじゅうモカ
声 - 鈴木富子→塩屋翼→柴本浩行→今井由香→佐久間レイ→坂本千夏（第1143話）→柴本浩行
性別 - 男 / 初登場回 - TV第78話A「アンパンマンとかいじゅうモカ」
コーヒー湖の見張り番をしている、首長竜の姿の巨大な茶色の怪獣。寂しがり屋で少し弱虫だが、一緒に共演するゲストやシュガーぼうやに励まされて勇気を振り絞る事も多い。コーヒー湖から外へ出ると体が弱ってしまう。

### 電池沼の住人
でんきくらげまん
声 - 山寺宏一
性別 - 男 / 初登場回 - TV第247話A「アンパンマンとデンチくん」
電池沼を守る主で巨大なクラゲ。電気などのエネルギーで大きく力強くなる。宇宙にいるくらげまんとは無関係。
デンチくん
声 - 西原久美子
性別 - 男 / 初登場回 - TV第247話A「アンパンマンとデンチくん」
電池を配達し、電気についてを教えてくれる男の子。中の電気が無いと動けなくなるので、電池沼で充電する。

### ナマズ池の住人
ナマズマン
声 - 沢木郁也
性別 - 男 / 初登場回 - TV第35話B「アンパンマンとナマズマン」
巨大なナマズ。陸の上は苦手で体が乾くと力が出なくなる。怒ると地震を起こす。長い舌も武器。
ナマ吉（なまきち）
声 - 松岡洋子
性別 - 男 / 初登場回 - TV第35話B「アンパンマンとナマズマン」
ナマズマンの息子。水遊びが大好き。

### ビー玉川の住人
びいだまん
声 - 山寺宏一
性別 - 男 / 初登場回 - TV第410話A「アンパンマンとびいだまん」
体がロボット、口が水鉄砲の形をした、緑色のビー玉の巨人。口から噴射する水は浴びた者をビー玉に変える。初登場回ではばいきんまんに騙されてアンパンマンを襲ったが後に和解する。ばいきんまんに水を返されて自分がビー玉になることが多い。
第1681話B『びいたんと化石の魔王』では、突然現れた 化石の魔王に、ビー玉川を化石にされてしまい、怒りながら 化石の魔王に大量のビー玉で攻撃したり、水を噴射して 化石の魔王を「緑色の大きなビー玉」に変化させる事に成功する。しかし 反対に化石の魔王に強力な力を与える結果となってしまって、この姿になった化石の魔王が「体当たりとジャンプ」だけで相手を化石に変えられる能力を身につけてしまった事で 息子の びいたんが体当たりされそうになり、急いで息子を庇ったが、化石の魔王に体当たりされてしまい、化石にされてしまった事もあるが、最後は息子とアンパンマンの活躍で助けられた。
びいたん
声 - 山口勝平、川田紳司（代役）
性別 - 男 / 初登場回 - TV第572話A「アンパンマンとびいたん」
びいだまんの息子。びいだまんの事は「お父さん」と呼んでいる。丸くて綺麗なビー玉はまだ作れないが、頑張って練習をしている。腹に「J」と書かれている、水色の体をしている。いざという時は、丸いビー玉を作る事に成功する事があり、ピンチをサポートする活躍を見せる事もある。
見た目がびいだまんに似ているため、初登場回でばいきんまんから「びいだまんが小さくなった」と勘違いされた。
第1681話B『びいたんと化石の魔王』では、突然ビー玉川に現れた 化石の魔王を怖がりながらも、必死にビー玉川を守ろうとして、化石の魔王から「生意気」呼びされて化石にされそうになるが、庇ってくれた父親が化石にされてしまう。しかしアンパンマンに頼まれて、アンパンマンを丸くて綺麗なビー玉に変える事に成功して、アンパンマンを手助けする活躍も見せた。

### ほたる池の住人
ほたる族（ほたるぞく）
ほたる池に住んでいる小さなホタルの一族。綺麗な水が無いと元気を失い、体に泥水がかかると空を飛べなくなってしまう。
ほたる姫（ほたるひめ）
声 - 冬馬由美→小暮英麻→能登麻美子→高橋美佳子→野中藍→能登麻美子→越川詩織→能登麻美子
性別 - 女 / 初登場回 - TV第194話B「アンパンマンとほたる姫」
ほたる族のお姫様でダンサーをやっている。弟にほたる王子がいる。他のホタルとは異なり赤い光を放つ。
ピカリ
声 - 八奈見乗児→山寺宏一→松山鷹志→山寺宏一→松山鷹志
性別 - 男 / 初登場回 - TV第194話B「アンパンマンとほたる姫」
ほたる姫、ほたる王子の家来で、ほたる池の演奏会では指揮者もやっている。関西弁で話す。他のホタルとは異なり青い光を放つ。
ほたる王子（ほたるおうじ）
声 - 中村ひろみ→渡辺明乃→高柳知葉→長沢美樹→宮本侑芽
性別 - 男 / 初登場回 - TV第578話A「ほたる姫とほたる王子」
正義感の強いほたる族の王子。姉のほたる姫と同様、ほたる池の演奏会でダンサーをやっている。振り付けを忘れたり等少しドジな所があり、自分勝手で威張りん坊な性格な為、ほたる姫やピカリじいや達を困らせる事がある。ほたる姫の事を「姉上」と呼ぶ。

### みずうみの国の住人
みずうみ姫（みずうみひめ）
声 - 川村万梨阿→能登麻美子、冨永みーな（代役）
性別 - 女 / 初登場回 - TV第15話A「アンパンマンとみずうみひめ」
湖の守り神の王女。水色のドレスと白い体色と金髪が特徴の美女。頭の王冠を取られると力が弱くなり眠りについてしまう。よくドキンちゃんに王冠を取られるパターンが多い。クリスタル姫に似ているが関係性はない。
水の子（みずのこ）
声 - 天野由梨→佐久間レイ→原えりこ→中村ひろみ→三ツ矢雄二→相橋愛子→多緒都→安済知佳→かないみか（A）、横田みはる→柳沢三千代→頓宮恭子→安野希世乃（B）
性別 - 男 / 初登場回 - TV第15話A「アンパンマンとみずうみひめ」
みずうみ姫を守っている水の妖精。怒ると複数の仲間と大水を呼ぶ。

## 海底の住人
くじらのクータン
声 - 山本圭子（第37話Aパート - 第717話、映画：第4作、第12作、第13作、第26作）（1989年6月26日 - 2003年8月22日）→斉藤貴美子（第1641話Bパート - ）（2024年1月5日 - ）
性別 - 男 / 初登場回 - TV第37話A「アンパンマンとくじらのクータン」
クジラの男の子で、アンパンマンの巨大な友達。力が強く、特に巨体を活かした体当たりは強力。潮吹きも得意で、潮でアンパンマンの顔を描きジャムおじさん達にピンチを知らせた事がある。海のお話ではモブとして登場する事が多く、他の海の仲間ともよく共演している（チビマリン、イルカのベソ、マイマイの親子、サニー姫、ヌラ等多数）。
イルカのベソ
声 - 山田栄子、根谷美智子（代役：2007年誕生日スペシャル）、高乃麗（代役）
性別 - 男 / 初登場回 - TV第53話A「アンパンマンとイルカの星」
単に「ベソ」とも呼ばれる。額にピンク色の星型のマークが付いているイルカの男の子。海の王様の血を引いており、星型のマークはその印。初登場時は星型のマークが無く泣き虫でイルカ達から仲間外れにされていたが、アンパンマンとスマイルの励ましで勇気を振り絞って星型のマークが付き、立派な王様になった。現在では泣き虫は克服したが、怖がりな性格は治っていない様子。
スマイル
声 - 鵜飼るみ子
性別 - 女 / 初登場回 - TV第53話A「アンパンマンとイルカの星」
イルカの女の子。お転婆でベソと同じくイルカ達から馬鹿にされていたが、ベソを叱咤激励したりと本当は心優しい性格。
イルカのいじめっ子（イルカのいじめっこ）
声 - 中村秀利（A）、山寺宏一（B）、山口健（C）
性別 - 男 / 初登場回 - TV第53話A「アンパンマンとイルカの星」
イルカの三人組。泣き虫のベソとお転婆なスマイルを馬鹿にして仲間外れにしていたが、最後は海の王様になったベソを認めた。

おばけいか
声 - 富田耕生
性別 - 男 / 初登場回 - 1990年TVスペシャル「みなみの海をすくえ!」
深海に住む暴れ者の巨大なダイオウイカ。魚達を食い荒らし、ヌラと対立している。利害の一致により、ばいきんまんの用心棒になるも、計画は失敗に終わる。その後はヌラの監視の下、まじめに海の掃除を行う。
ヤドカリくん
性別 - 男 / 初登場回 - TV第223話A「アンパンマンとヤドカリくん」
もともとは普通のヤドカリだったが、ばいきんまんの発明品でどんどん巨大化されてしまいヤドカリマンになる。住処を求めて次々と町の建造物に引っ越しては破壊を繰り返し最終的にパン工場に引っ越して海に帰ろうとしたが、アンパンマンの活躍で元の大きさに戻った。
カメ吉くん（カメきちくん）
声 - 深雪さなえ
性別 - 男
初登場回 - TV第253話B「アンパンマンとにんぎょのサニー姫」
ウミガメの男の子。陸上だと移動は遅いが、硬い甲羅が自慢。

金色の魚（きんいろのさかな）
性別 - 不明 / 初登場回 - TV第271話B「アンパンマンと金色のさかな」
名前の通り、体色が金色である伝説の巨大な魚。遠い東の海の底に住んでいて、願いを叶えてくれると言い伝えられている。アンパンマンとばいきんまんだけが唯一その姿を目撃している。

チビマリン
声 - 永澤菜教
性別 - 男 / 初登場回 - TV第294話「青い海をすくえ!チビマリンの大冒険」
海を案内する小さな潜水艦の男の子。山吹色の船体。自分の事を弱虫だと思っているがとても勇気がある。初登場時は嵐の夜、雷に撃たれてうまく潜れなくなってしまい落ち込んでいたところをアンパンマンに出会い、彼に頼まれたジャムおじさん達に直してもらった。ベソとは仲良しだが、彼の臆病な性格にはしばしば呆れさせられている。
海亀のおじいさん（うみがめのおじいさん）
声 - 秋元羊介
性別 - 男 / 初登場回 - TV第294話「青い海をすくえ!チビマリンの大冒険」
ウミガメの老人。海底の事なら何でも知っている。チビマリンの事を心配している。

ウニおじさん
声 - 緒方賢一
性別 - 男 / 初登場回 - TV第332話B「アンパンマンとウニおじさん」
綺麗な海を守っているウニの小父。海を荒らす悪者を頭と体のトゲで攻撃する。語尾に「ウニ」を付ける、「そこをどけ」や「どんな具合」を「そこをトゲ」「トゲな具合」と言う等、特徴的な話し方をする。
ルカじいさん
声 - 村松康雄
性別 - 男 / 初登場回 - TV第398話「アンパンマンと海賊ロブスター（前編）」
ベソの仲間の白いイルカの長老。博識で海についていろんな事を知っている。初登場時はジョーズを彷彿とさせる紛らわしい現れ方をした為、カレーパンマンと海賊ロブスターを唖然とさせた。

### うずまき城の住人
サニー姫（サニーひめ）
声 - 冨永みーな
性別 - 女 / 初登場回 - 1990年TVスペシャル「みなみの海をすくえ!」
美しい海を守っている人魚のお姫様。真珠のイヤリングの魔法で荒れた海を元に戻すことができる。
映画『人魚姫のなみだ』に同姓同名の人物が登場しているが、別人。

うずまきまん
声 - 北村弘一→山寺宏一
性別 - 男 / 初登場回 - 1990年TVスペシャル「みなみの海をすくえ!」
サニー姫の家来で、巻貝のおじいさん。持っているグルグル棒を回して、海の汚れを吸い取るのが仕事。
ヌラ
声 - 玄田哲章、中川剛（映画：第28作）
性別 - 男 / 初登場回 - 1990年TVスペシャル「みなみの海をすくえ!」
サニー姫の家来の巨大な海獣。海を汚れから守っている海の主。口から出す泡はアンパンマン達の水中用のヘルメットになる。

### 月の都の住人
とんがり島の近海の海底にある都。
水の精ルナ（みずのせいルナ）
声 - 井上喜久子
性別 - 女 / 初登場回 - TV第183話A「アンパンマンと水の精ルナ」
単に「ルナ」とも呼ぶ。海を守っている水の精霊の女性。見た目は人間に近い。竪琴を奏でて音楽会を開く。水のない場所には長く居る事ができない。竪琴は海の中で奏でないと綺麗な音を出す事ができない。

シルバ
声 - 飛田展男
性別 - 男 / 初登場回 - TV第183話A「アンパンマンと水の精ルナ」
タツノオトシゴの男の子で、水の精ルナの友達。泳ぎがとても早い。

### マイマイ王国の住人
マイマイの親子（マイマイのおやこ）
初登場回 - TV第56話「アンパンマンとまいごのマイマイ」
見た目は人間で頭に巻貝を被った親子。海底の美しいサンゴ礁と海を守っている。
マイマイパパ
声 - 山寺宏一→相沢まさき
性別 - 男
マイマイの父親。
マイマイママ
声 - 千々松幸子→原えりこ→萩原えみこ→冨永みーな→江森浩子
性別 - 女
マイマイの母親。
マイマイの子供たち（マイマイのこどもたち）
Aの声 - 小島悠理→潘恵子→石川静→木村まどか→芹澤優
Bの声 - 南央美→荒木香衣→榎本充希子→今野宏美→皆瀬まりか
性別 - 男
大勢の兄弟がいる。箒を手にサンゴの周りを綺麗に掃除している。